# 高谷家住宅
高谷家住宅（たかたにけじゅうたく）は、大阪府大阪市住吉区に所在する古民家。国の登録有形文化財となっている。

## 概要
関東大震災直後である1924年 (大正13年) に建築された洋風建築の住宅。鉄骨造2階建、外壁はコンクリートブロック積。内部は和洋併用。銅板切妻造の大屋根には風見鶏、煙突、二つの屋根窓があり、大正期に開発された住宅地のランドマークとなっている。1998年 (平成10年) 1月16日、登録有形文化財となった。また大阪市都市景観資源にも選定されている。

## 現地情報

### 所在地
- 大阪府大阪市住吉区帝塚山中3-8-18

### 交通アクセス
- 阪堺電気軌道上町線帝塚山三丁目停留場より徒歩3分

### 公開
- 非公開